# Содомово (городской округ Семёновский)
Содомово — деревня в составе Семёновского городского округа Нижегородской области России. Относится к Медведевскому территориальному отделу (бывший Медведевский сельсовет).

## Описание
Находится в лесистой местности вблизи юго-западной окраины Семёнова (4,5 км от центра города), в 60 км к северо-востоку от Нижнего Новгорода и в 1,5 км к югу от ж.-д. платформы 506 км (линия Н. Новгород — Котельнич). Вблизи деревни проходит подъездная дорога к Семёнову от автодороги Н. Новгород — Урень.
| 2002 | 2010 |
| ---- | ---- |
| 65   | ↗69  |

## Происхождение названия
Слово «Содом» в названии ряда населённых пунктов Заволжья закрепилось из-за религиозных противоречий официальной церкви с первыми жителями (зачастую староверами, которых обвиняли в «язычестве»).
Цитата из книги Мельникова-Печерского «В лесах»:
Тамошний люд жил как отрезанный от остального крещеного мира. Церквей там вовсе почти не было, и русские люди своими дикими обычаями сходствовали с соседними звероловами, черемисой и вотяками; только языком и отличались от них. Детей крестили у них бабушки-повитухи, свадьбы-самокрутки венчали в лесу вокруг ракитова куста, хоронились заволжане зря, где попало.